# Jean-Marc Marino
Jean-Marc Marino (Castres, 15 agosto 1983) è un ex ciclista su strada francese, professionista dal 2006 al 2014.

## Palmarès

### Strada
- 2005 (Crédit Agricole, una vittoria)

La Côte Picarde

## Piazzamenti

### Grandi Giri
- Tour de France

2012: 131º
2013: 116º
2014: 160º
- Vuelta a España

2007: 93º
2008: ritirato (8ª tappa)

### Classiche monumento
- Liegi-Bastogne-Liegi

2011: ritirato
2012: 39º
2014: ritirato
- Giro di Lombardia

2007: ritirato

### Competizioni europee
- Campionati europei

Mosca 2005 - In linea Under-23: ritirato